# Vallby kyrka, Uppland
Vallby kyrka är en kyrkobyggnad som tillhör Boglösa församling i Uppsala stift. Kyrkan är uppförd på kungsgårdsmark och ligger i Vallby socken i Enköpings kommun. I trakten finns gott om fornminnen, med bland annat lämningar efter en medeltida borg.

## Kyrkobyggnaden
Vallby kyrka är en långsträckt salkyrka som till största delen är uppförd av gråsten. Kyrkan består av ett långhus med ett kyrktorn i väster, ett vapenhus vid södra sidan och en sakristia vid nordvästra sidan. Både torn och sakristia har tornhuvar med lanterniner som avslutas med kors på glob.

### Tillkomst och ombyggnader
Långhusets västra del är kyrkans äldsta del och härstammar från romansk tid. Under folkungatiden förlängdes långhuset åt öster till dubbla längden och blev salkyrka. Murarna i den nya delen gjordes smalare och högre än i ursprungliga kyrkan. Vid mitten av 1400-talet fick kyrkorummet kryssvalv av tegel. För att klara av valvens tyngd byggdes sköldbågar och väggpelare i de båda östra travéerna. I västra delen behövdes ingen extra förstärkning, men murarna höjdes så att valven fick fäste. Vapenhuset uppfördes senare under medeltiden och har ett kryssvalv av tegel som inte är ursprungligt. Kyrktornets datering är oklar. Möjligen tillkom det på 1400-talet efter långhusets välvning. Tornet måste ha uppförts före 1637, då en tornspira sattes upp. Nuvarande sakristia uppfördes av tegel på 1740-talet och ersatte troligen en tidigare sakristia på samma plats. Tornet byggdes om vid mitten av 1800-talet. År 1741 rappades ytterväggarna, och 1742 rappades och vitmenades interiören. År 1921 restaurerades kyrkan av arkitekt Knut Nordenskjöld. Bland annat moderniserades den slutna bänkinredningen från 1700-talet. År 1946 installerades elektrisk belysning, orgelfläkt och elektrisk klockringning.
I kyrkan finns kalkmålningar i renässansstil utförda omkring 1520 av en okänd mästare. År 1958 togs målningarna fram och konserverades. Målningar finns bevarade i koret och i långhusets östra travé.

## Inventarier[1]
- En bevarad dopfuntscuppa är från 1100-talet eller omkring 1200.
- Ett triumfkrucifix från 1400-talet är upphängt på korets nordvägg. På korsets ändplattor finns evangelistsymboler. Ovanför kristusfigurens huvud finns en skulptur föreställande den sörjande Maria. Tidigare har rödfärgade trådar hängt ned från Kristusfiguren som gestaltat rinnande blod. [2]
- Predikstolen tillverkades 1654, den flyttades 1749 från kyrkans södra till dess norra sida, och ändrades och ommålades i samband med detta.
- Altartavlan har en rikt skuren och förgylld ram. 1740 skänktes den till kyrkan av drottning Ulrika Eleonora uppå pastoris underdåniga supplique och högvälb. Fröken Emerentia Dübens nådiga intercederande. Den har snidats av skulptören Johannes Liung och målats av hovmålaren Georg Engelhard Schröder.
- Ett väggur från Stjernsund, inköptes 1754.
- En förgylld karmstol skänktes till kyrkan 1748.
- En mässhake är från senare delen av 1400-talet. Mässhaken har granatäpplemönstrad sidendamast och broderat kors.
- Kyrksilvret utgör av en sockenbudskalk från 1745, en kommunionskanna från 1745 samt en annan från 1828, samt en mindre förgylld dopskål förärad av Fru Agnes Pels i Hornö efter des sal. Herre secreterarein Ivar Scheffer, samt en förgylld brudkrona, omgjord 1865.
- Av bevarade textilier skänktes tre mässhakar till kyrkan på 1700-talet, två av dessa finns nu i Enköpings museum. Främst märks dock en märklig medeltida mässhake. Stoffet utgörs av florentinsk sidendamast från 1400-talets sista fjärdedel, med en ovanlig variant av granatäpplemönster, där man inkomponerat en furstlig krona och den diamantring, som ingick i ätten Medicis vapen. Det broderade korset på ryggen och en broderad våd på framsidan stammar från samma tid. Fodret är av norditaliensk tillverkning från 1300-talets senare del och besläktat med några av Uppsala domkyrkas korkåpor.

### Orgel
- En orgel byggdes på 1650-talet av Lars Ersson, Enköping.
- 1763 skrev Jonas Gren & Petter Stråhle, Stockholm en kontrakt om en ny orgel. Orgeln fullbordades 1765 av Carl Wåhlström, Stockholm och kostade 8000 daler kopparmynt. Orgeln hade 10 stämmor, en manual och bihängd pedal.[3] Den renoverades 1875 av Johan Eriksson, Boglösa socken.
- Nuvarande orgel är byggdes 1931 av E A Setterquist & Son, Örebro och är en pneumatisk orgel med rooseveltlådor. Orgeln har tre fasta kombinationer och ett tonomfång på 56/30. Fasaden är från 1765 års orgel.

| Huvudverk I  | Svällverk II      | Pedal      | Koppel |
| Borduna 16´  | Salicional 8´     | Subbas 16´ | I/P    |
| Principal 8´ | Vox celeste 8'    |            | II/P   |
| Gamba 8'     | Rörflöjt 8'       |            | II/I   |
| Oktava 4'    | Violin 4'         |            | I 4'   |
|              | Crescendosvällare |            | II 16' |

## Omgivning
- En bogårdsmur, lagd 1759, omger kyrkogården. I murens östra samt nordvästra sida finns stigluckor. Förr i tiden var muren belagd med trätak.
- På kyrkogården fanns tidigare en klockstapel som revs på 1800-talet då kyrkklockorna flyttades upp i tornet.
- Invid kyrkan ligger Mariadöttrarnas kommunitet.

## Bildgalleri

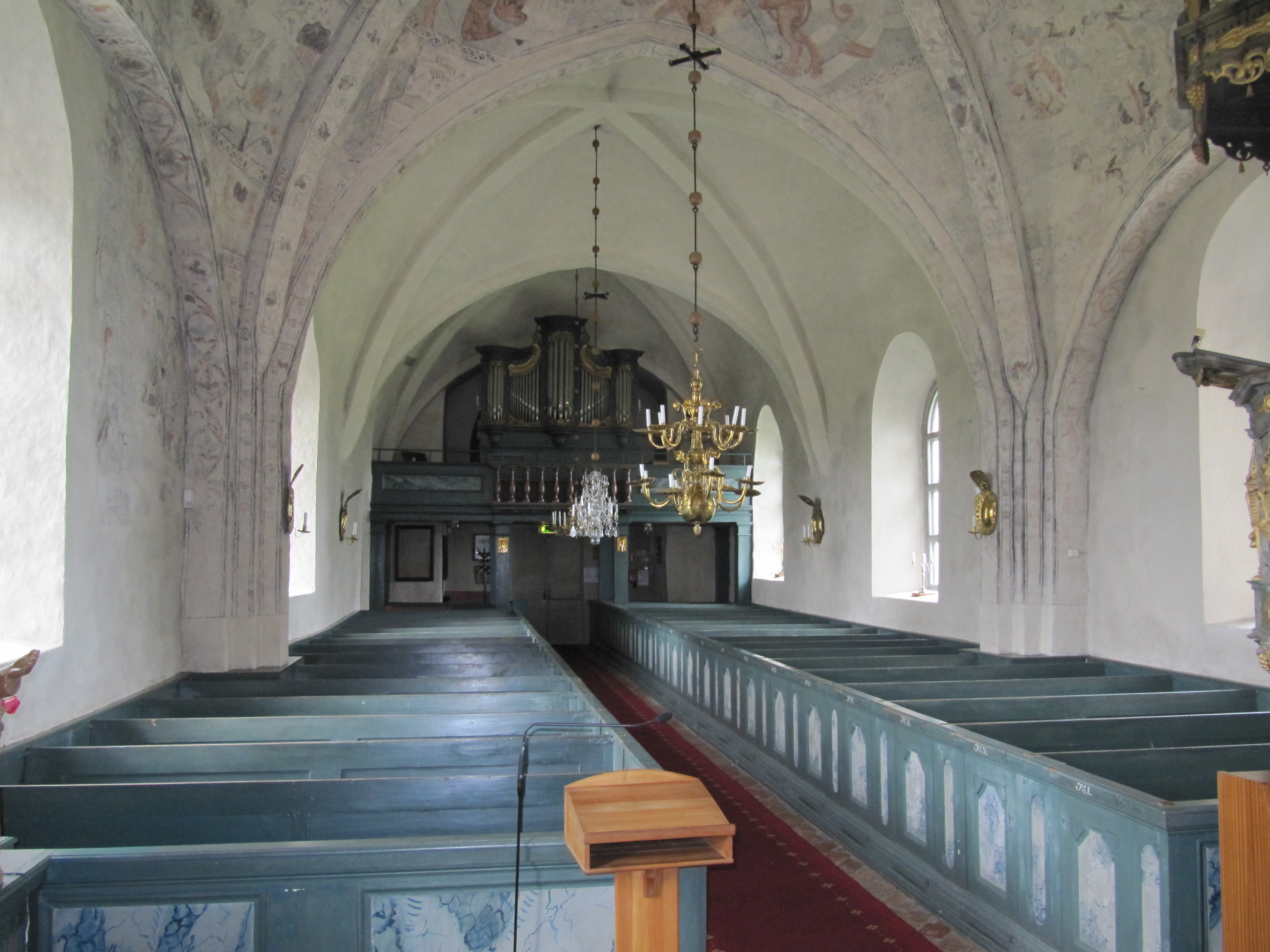
Kyrkorum mot väster
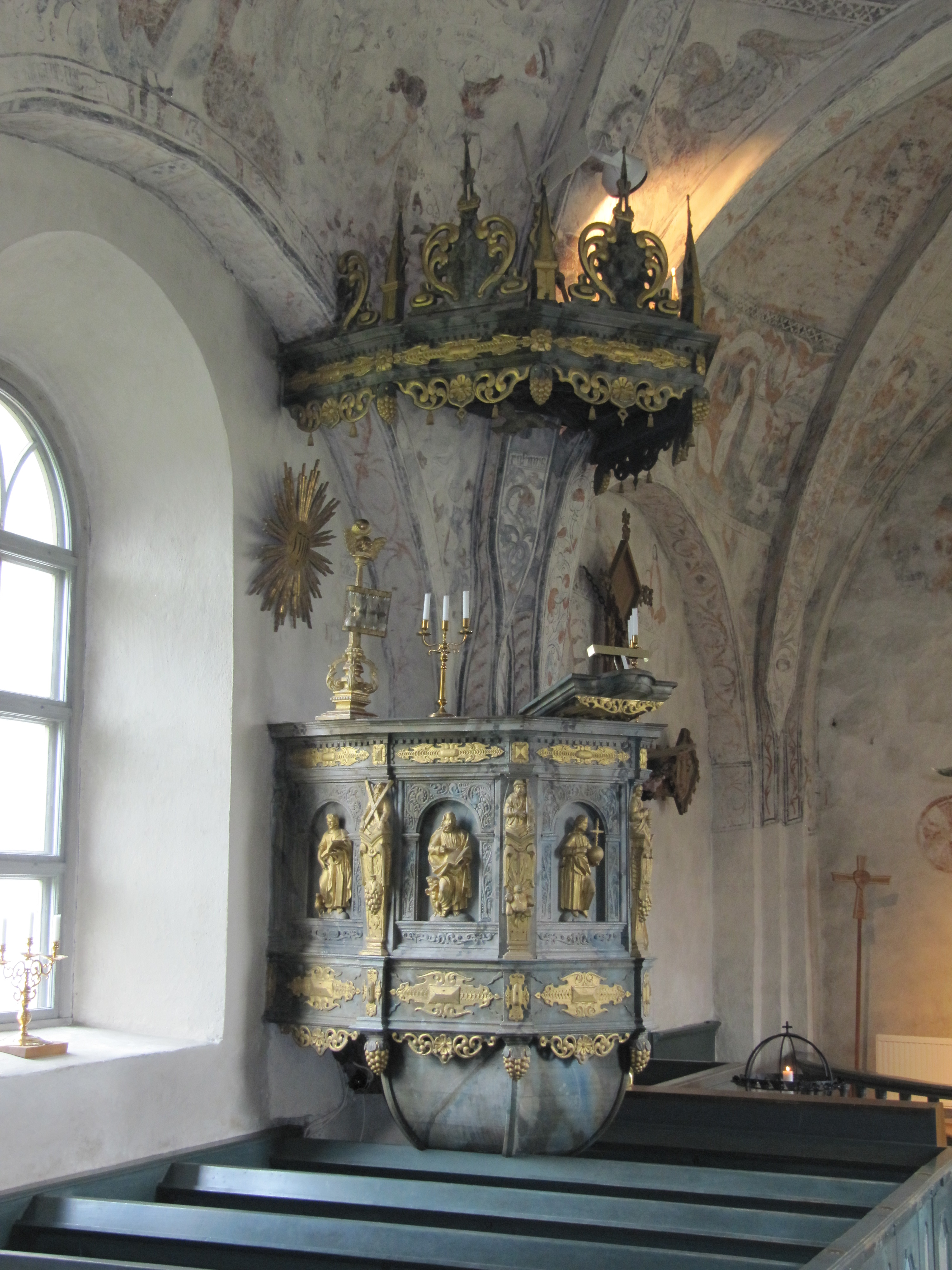
Predikstol
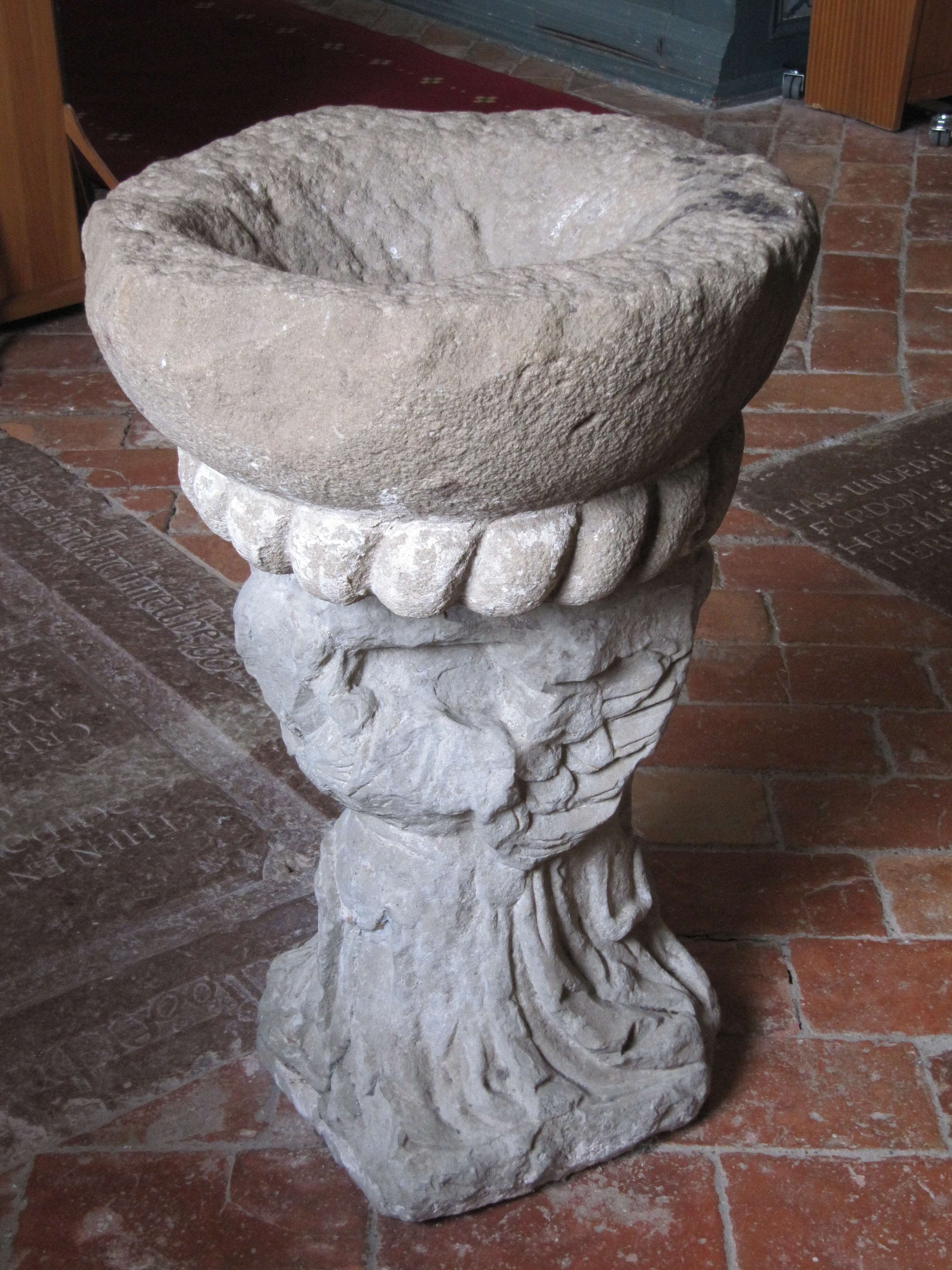
Dopfunt
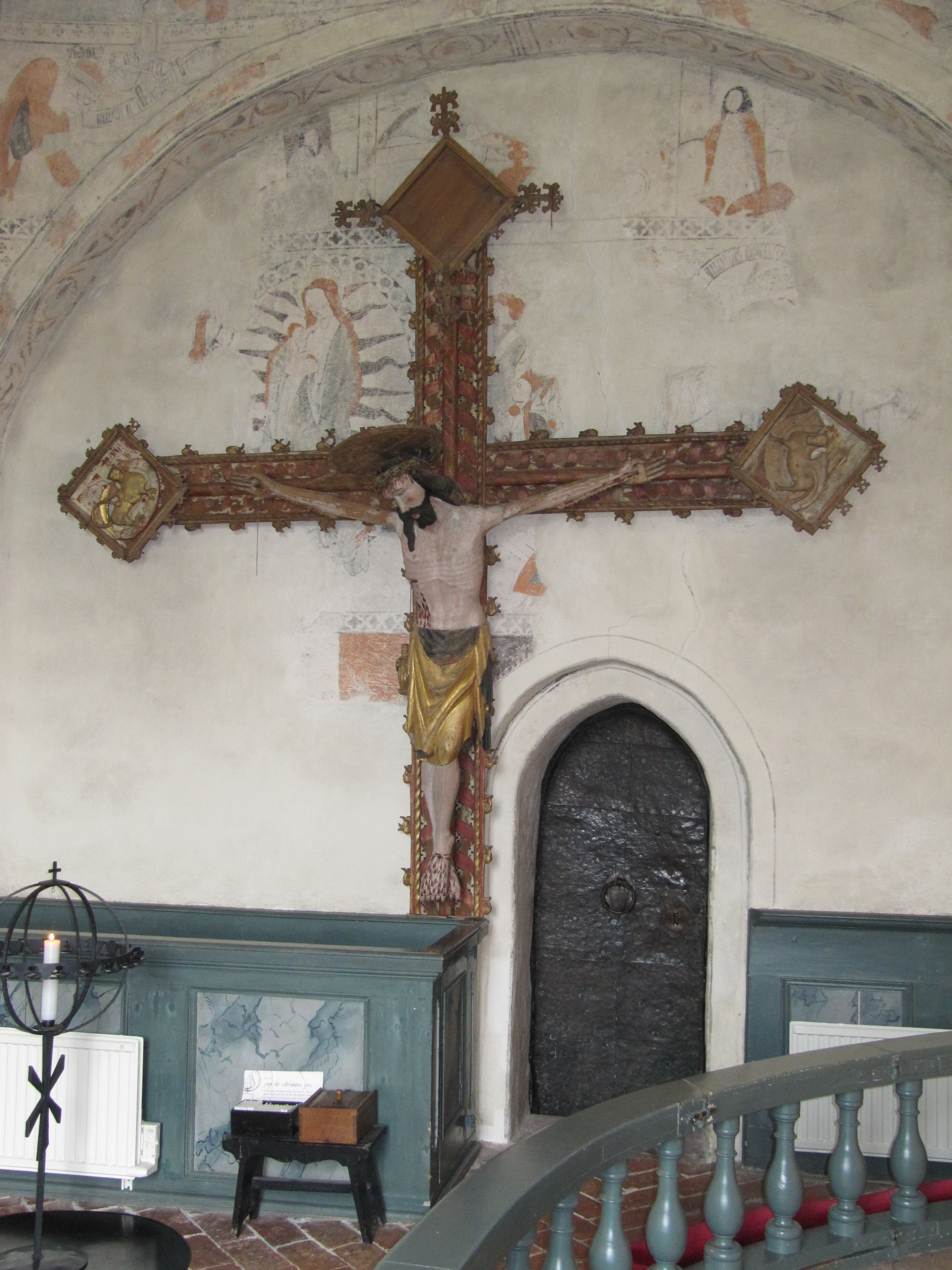
Triumfkrucifix och kalkmålningar på norra korväggen
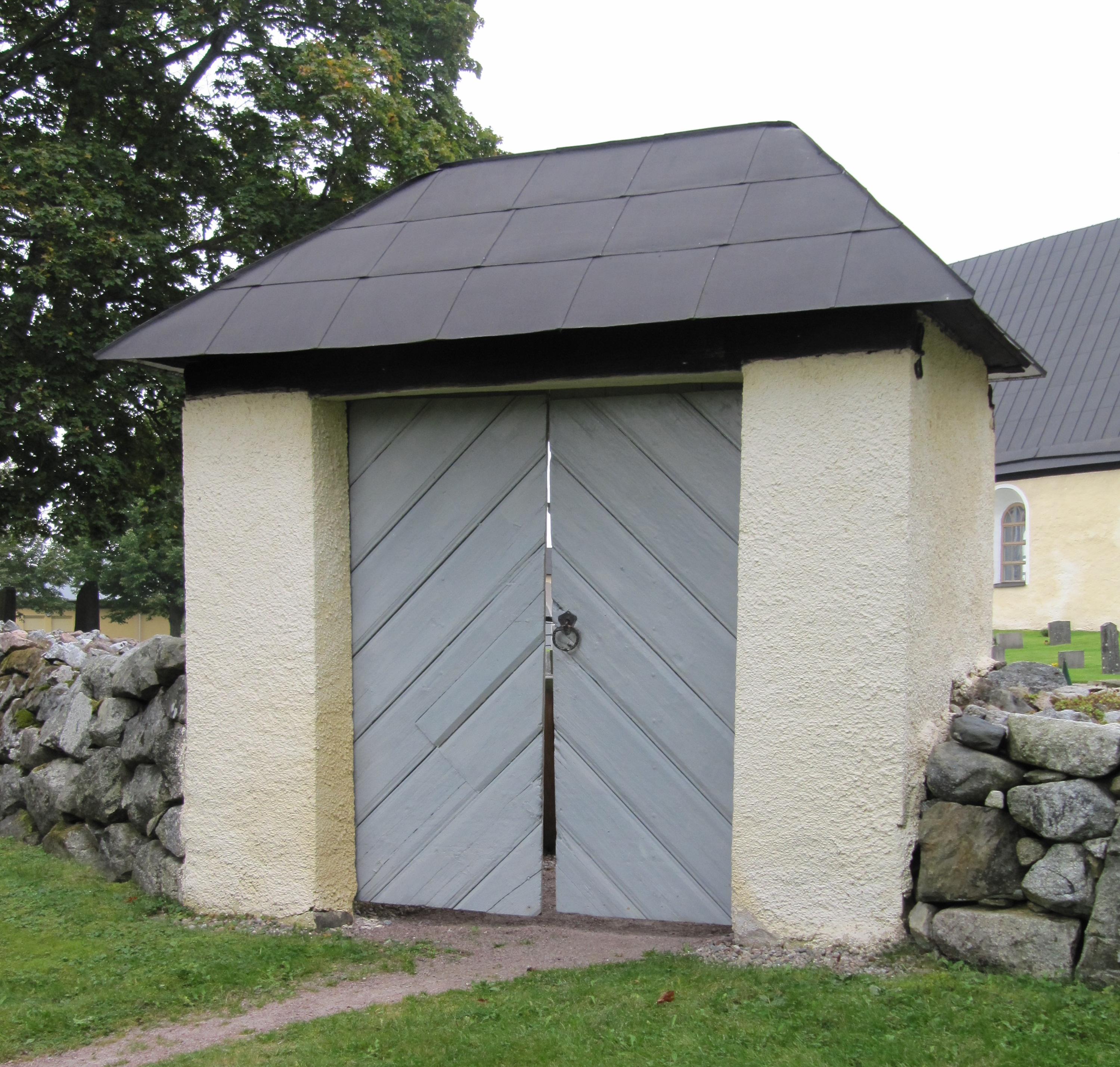
Nordvästra stigluckan
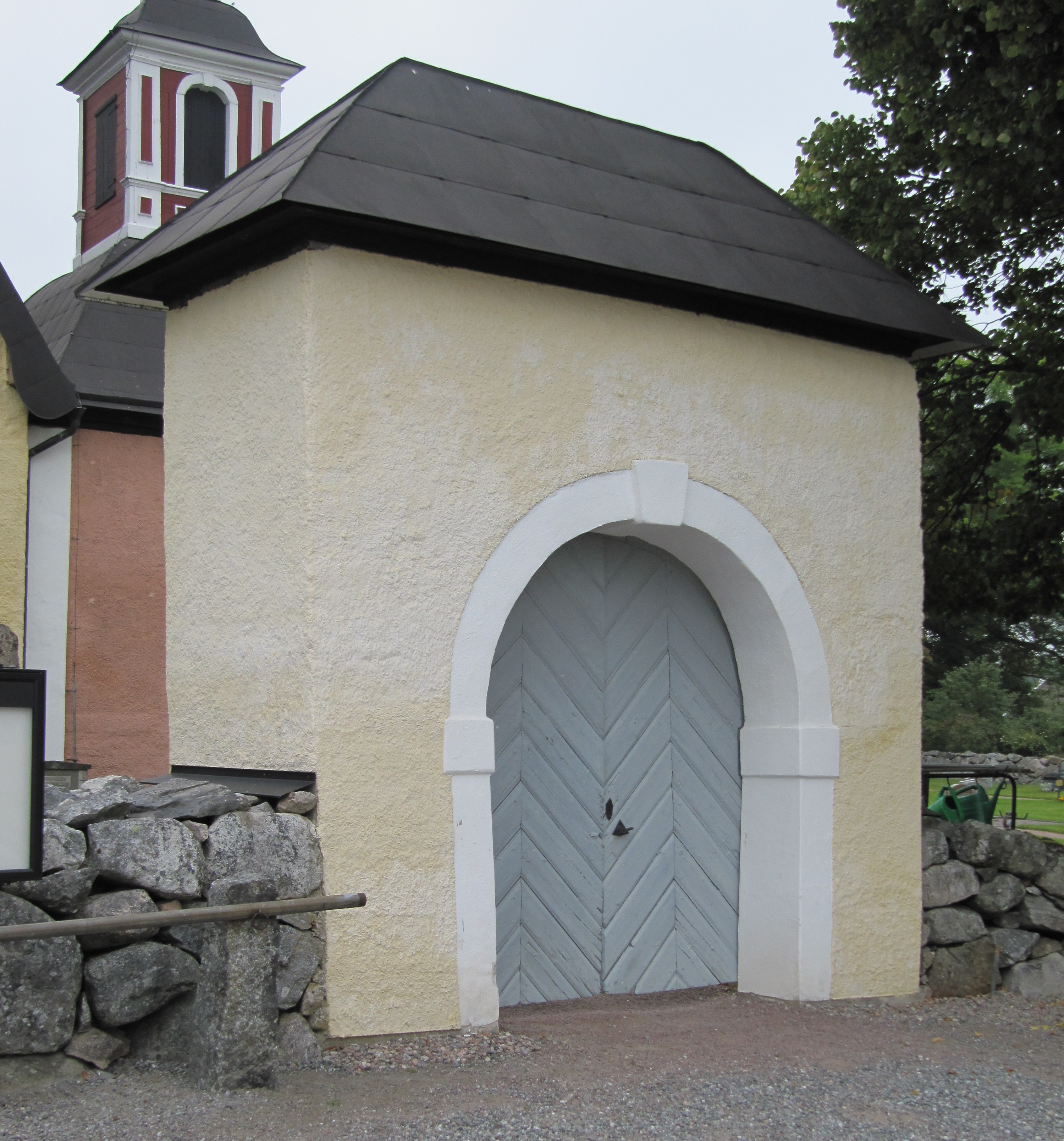
Östra stigluckan
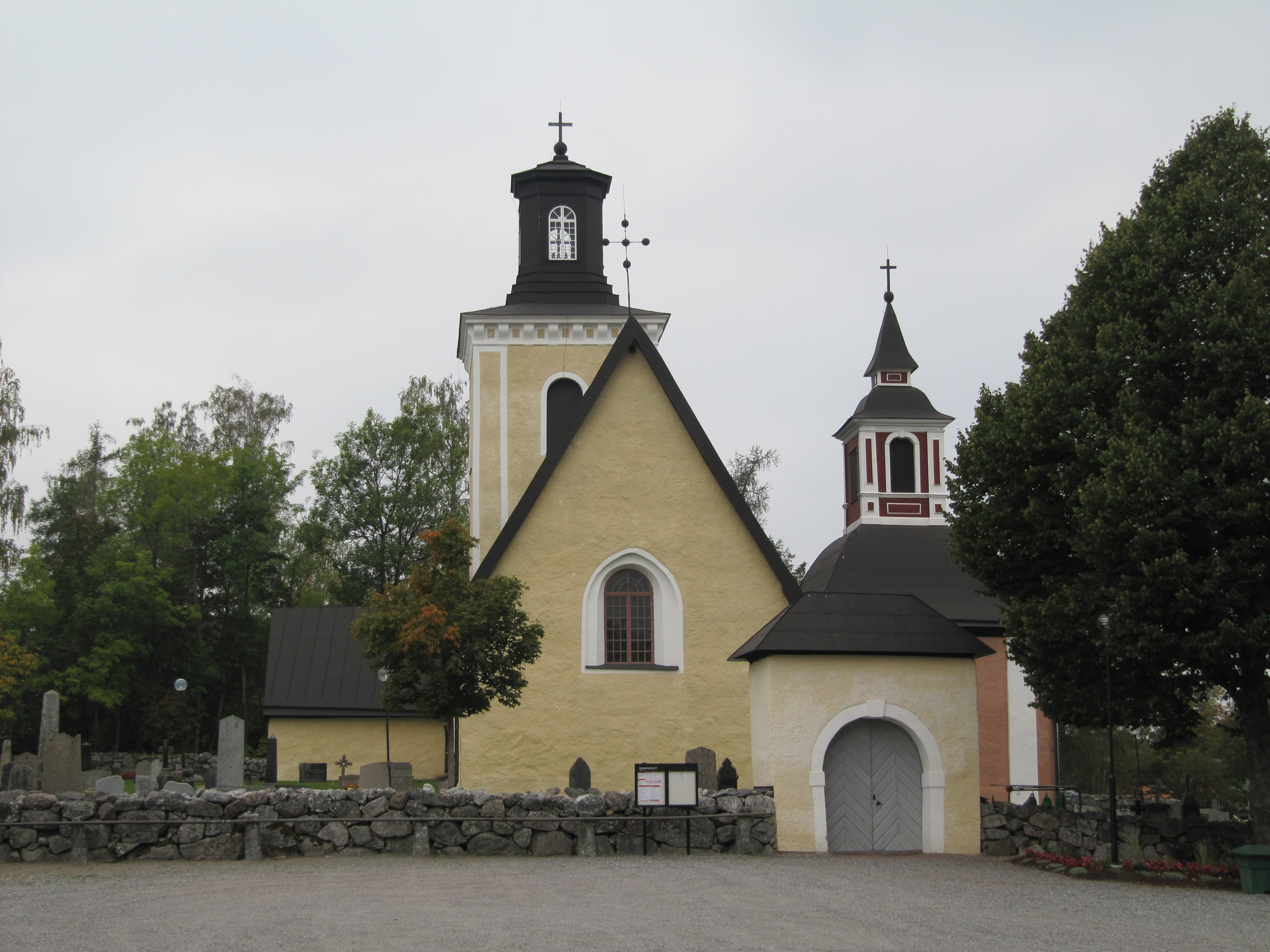
Kyrkan från öster
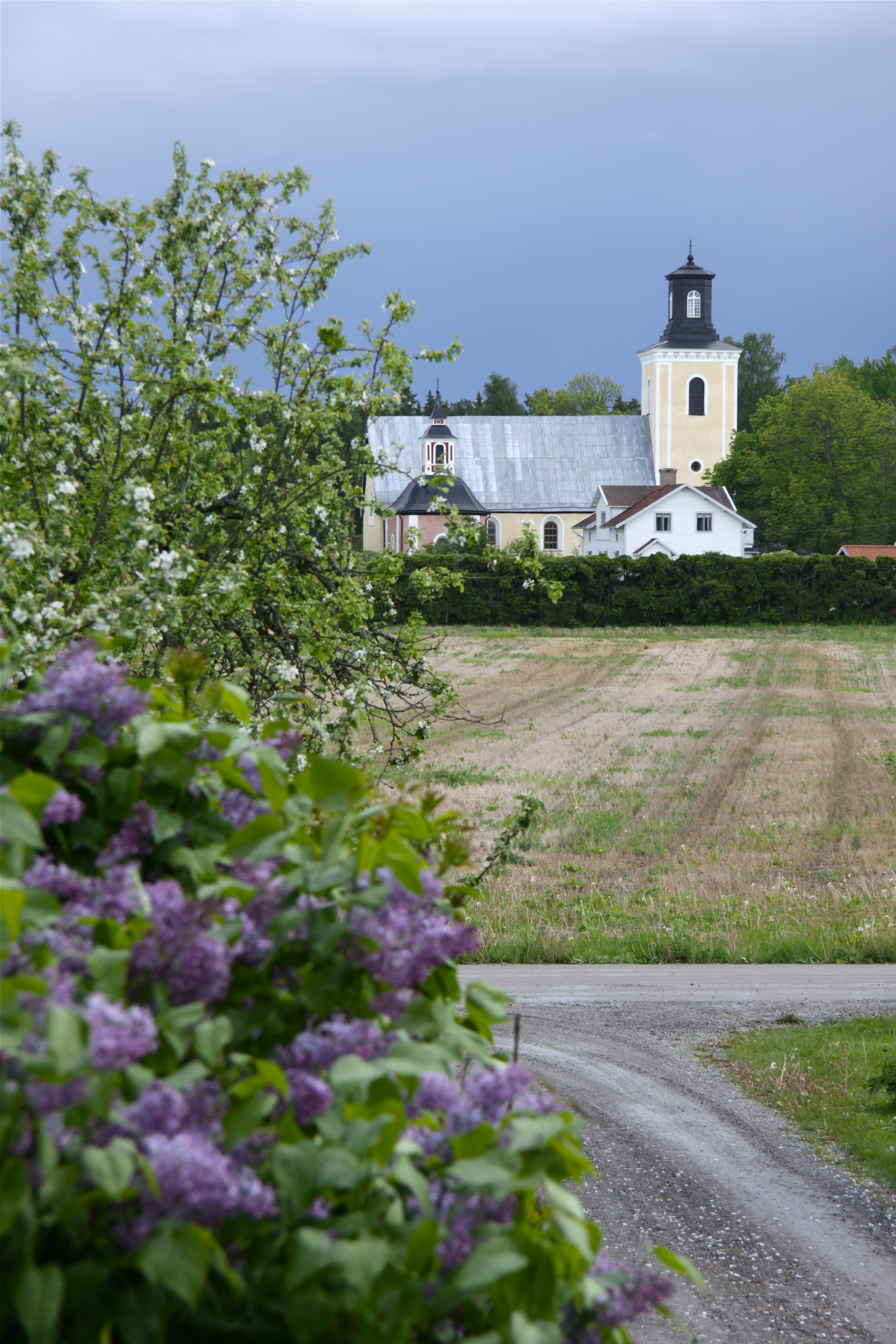
Kyrkan på avstånd från norr

### Webbkällor
- Upplandia.se - En site om Uppland